# Neoserica garlangensis
Neoserica garlangensis är en skalbaggsart som beskrevs av Ahrens 2004. Neoserica garlangensis ingår i släktet Neoserica och familjen Melolonthidae. Inga underarter finns listade i Catalogue of Life.